# 애틀랜타 볼러스
애틀랜타 볼러스(Atlanta Ballers)는 미국 조지아주 애틀랜타를 연고지로 하는 JBA 소속 농구 팀이다.